# 佐久間盛次
佐久間盛次是日本戰國時代武將。織田氏家臣。佐久間信盛的弟弟。佐久間久六盛重（與同是織田家臣的佐久間大學允盛重同族同名但不是同一人）之子。別名久六、久六郎、久右衛門。

## 簡歷
一開始是織田信行部下，但是後來仕於信行之兄織田信長。有成為犬山城城主的記錄。弘治3年（1557年）進攻名塚城時與信盛一同以信長方的身份参加。後來有參加觀音寺城之戰和攻擊勝龍寺城（都是在永祿11年（1568年））的記錄，但是之後沒有記錄，因此被推測為死於該次戰役，但是詳細情況不明。

## 兒子
有4個兒子。長男盛政從屬於柴田勝家在北陸地方轉戰，並成為尾山城城主，但是在賤岳之戰中戰敗而遭到處刑。次男安政成為保田知宗養子，後來恢復佐久間姓並成為信濃國飯山藩3萬石藩主。三男勝政成為柴田勝家的養子。四男勝之成為佐佐成政的婿養子，後來恢復佐久間姓並成為信濃國長沼藩1萬8千石的藩主。